# Mouzieys-Panens
Mouzieys-Panens is een gemeente in het Franse departement Tarn (regio Occitanie) en telt 184 inwoners (1999). De plaats maakt deel uit van het arrondissement Albi.

## Geschiedenis

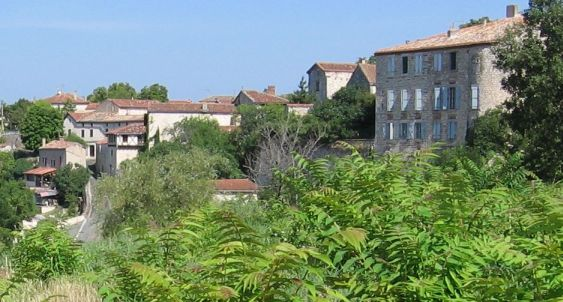
Mouzieys-Panens

Het dorp wordt gedomineerd door een kasteel dat in de 12de eeuw werd gebouwd door Guillaume de Cadolhe. Tijdens de Honderdjarige Oorlog werd het verder versterkt. Het diende als een uitkijkpost voor Cordes-sur-Ciel. In 1566, kwam het kasteel in het bezit van Graaf Bernard de Rabastens. Het was de scene van gevechten en werd in brand gestoken. In de 18de eeuw werd het kasteel herbouwd. Sinds de demilitarisatie ervan doet het dienst als gemeentehuis.
De Sint-Michielskerk onderaan het dorp is een geklasseerd monument.

## Geografie
De oppervlakte van Mouzieys-Panens bedraagt 13,1 km², de bevolkingsdichtheid is 14,0 inwoners per km².
Door het dorp loopt de rivier de Cérou.
De onderstaande kaart toont de ligging van Mouzieys-Panens met de belangrijkste infrastructuur en aangrenzende gemeenten.

## Demografie
Onderstaande figuur toont het verloop van het inwonertal (bron: INSEE-tellingen).